# A Barca de Gleyre
A Barca de Gleyre é um livro que reúne as cartas que Monteiro Lobato enviou, no decorrer de quarenta anos (1903 a 1943), ao amigo e também escritor Godofredo Rangel, publicado pela Companhia Editora Nacional em 1944. Embora as cartas abordem assuntos variados, o tema central é a literatura e criação artística. Consciente do seu valor como fonte de memória histórica, Rangel convenceu Lobato a publicá-las. Mas Rangel não quis publicar suas próprias cartas, alegando que seu único mérito era provocar excelentes respostas do companheiro. A obra também constitui excelente fonte para se conhecer a trajetória de vida e pontos de vista de Lobato.
O nome do livro provém do quadro "As Ilusões Perdidas" do pintor Charles Gleyre, que mostra um barco atracando no cais com um velho na proa segurando uma lira. Lobato escreve para Rangel, em novembro de 1904, que em sua "aventura de arte pelos mares da vida em fora", os dois amigos talvez retornem como o velho do quadro de Gleyre, "cansados, rotos". "Nossos dois barquinhos estão hoje cheios de velas novas e arrogantes, atadas ao mastro da nossa petulância. São as nossas ilusões. Que lhes acontecerá?"
Quando Godofredo Rangel sugeriu pela primeira vez a publicação das cartas, Lobato rejeitou a ideia: "Que ideia sinistra a tua, de publicarmos as minhas cartas! Seria dum grotesco supremo, porque cartas só interessam ao público quando são históricas ou quando oriundas de, ou relativas a grandes personalidades." (26 de maio de 1919)  Anos depois, muda de ideia: "Desconfio, Rangel, que essa nossa aturada correspondência vale alguma coisa. É o retrato fragmentário de duas vidas, de duas atitudes diante do mundo – e o panorama de toda uma época. Literatura, história e mais coisas." (5 de setembro de 1943)
Na última carta, na véspera de São João de 1948, pouco antes de morrer, assim Lobato se despede do amigo: 
Adeus, Rangel! Nossa viagem a dois está chegando perto do fim. Continuaremos no Além? Tenho planos logo que lá chegar de contratar o Chico Xavier para psicógrafo particular, só meu – e a primeira comunicação vai ser dirigida justamente a você.

## Citações
"Mais tarde te contarei a minha doença: delirium legens, espécie de delirium tremens dos bêbados. Leio tanto,
que quando vou para a cama meu cérebro continua a ler maquinalmente." (carta de 4 de janeiro de 1904)
"O drama é tudo na arte, porque o drama é a biografia da Dor e a Dor é a mãe da Arte." (carta de 7 de julho de 1907)
"Literatura é cachaça. Vicia. A gente começa com um cálice e acaba pau-d’água de cadeia." (carta de 16 de junho de 1904)
"As mulheres são seres colantes e como fugir aos seus manejos? E depois não querem saber de literaturas – têm
ciúmes dos livros que lemos" (carta de 10 de julho de 1908)
"Os artistas subjetivos que só tiram de si em vez de tirar do mundo que os rodeia, ficam introspectivos em
excesso e acabam satisfazendo a um público muito restrito: a si mesmos." (carta de 29 de setembro de 1908) 
"Em literatura a condição básica é haver beleza" (carta de 14 de agosto de 1909)
"Machado de Assis é o clássico moderno mais perfeito e artista que possamos conceber. Que propriedade! Que
simplicidade! Simplicidade não de simplório, mas do maior dos sabidões." (carta de 30 de agosto de 1909)
"Toda gente considera o conto um gênero leve – e tomam o leve como sinônimo de fácil. Mas note que em todas
as literaturas só emerge do conto um Maupassant para dez romancistas." (carta de 23 de outubro de 1909)
"sou incapaz de produzir um conto" (carta de 7 de fevereiro de 1912)
"Casar é cortar as asas; ou, melhor, trocá-las por feixes de raízes cada dia mais fortes. (carta de 19 de agosto de 1912)
"Se eu vivesse no primitivo céu, era mais provável que fizesse camaradagem com Lúcifer do que com qualquer
anjo bem-comportado." (carta de 20 de abril de 1919)
"Lembra-te, Godofredo, que a vida é um minuto e só temos uma vida – pelo menos aqui neste planeta. Se não
equilibrarmos o nosso minuto, se o não vivermos bem, a hora da morte nos torturará com amargos
arrependimentos." (carta de 25 de junho de 1919)
"a mim me salvaram as crianças. De tanto escrever para elas, simplifiquei-me, aproximei-me do certo (que é o
claro, o transparente como o céu)." (carta de 1 de fevereiro de 1943)